# Dookoła świata z Dot
Dookoła świata z Dot (ang. Around the World with Dot, 1981) – drugi australijski film fabularno-animowany wyprodukowany przez Yoram Gross Studios. Opowiada o tym, jak Dot, rudowłosa córka farmera, okrąża całą kulę ziemską w poszukiwaniu zaginionego kangurka. Pomaga jej wędrownik Danny jako Święty Mikołaj. Twórcą filmu jest Yoram Gross. Film był wyświetlany przez TVP3. Wersja lektorska była opracowana przez szczeciński ośrodek TVP.

## Fabuła
Kontynuacja filmu Dot i kangurzyca. Do ogrodu zoologicznego przybywa wędrownik Danny. Dot opowiada mu, jak spotkała kangurzycę, której maluch zaginął. Wędrownik postanawia przebrać się za  Świętego Mikołaja i pomóc dziewczynce w poszukiwaniu zaginionego kangurka. Razem okrążają dookoła Ziemię.